# Airspace Indoor Skydiving
 (mars 2015).
L'Airspace Indoor Skydiving est un simulateur de vol en chute libre situé à Gosselies en Belgique, à proximité immédiate de l'aéroport de Charleroi-Bruxelles-Sud.

## Inauguration
Il est en fonction depuis le lundi 28 avril 2014. Les lieux accueillent tant les novices que les professionnels en vue de leur permettre d'effectuer un passage dans un tunnel d'air simulant un saut en parachute, sans qu'il soit nécessaire d'avoir l'encadrement lourd lié à cette activité (avion, parachute, etc.).

## Caractéristiques
Le tunnel a une hauteur de 18 mètres de haut, 4,30 mètres de diamètre et la soufflerie permettant de simuler la chute libre a une puissance de 800 kWh. Le vent est propulsé dans le tunnel à une vitesse allant de 200 à 310 km/h.  Au moment de son inauguration, il était l'unique simulateur de la sorte en Belgique, et le plus puissant d'Europe.

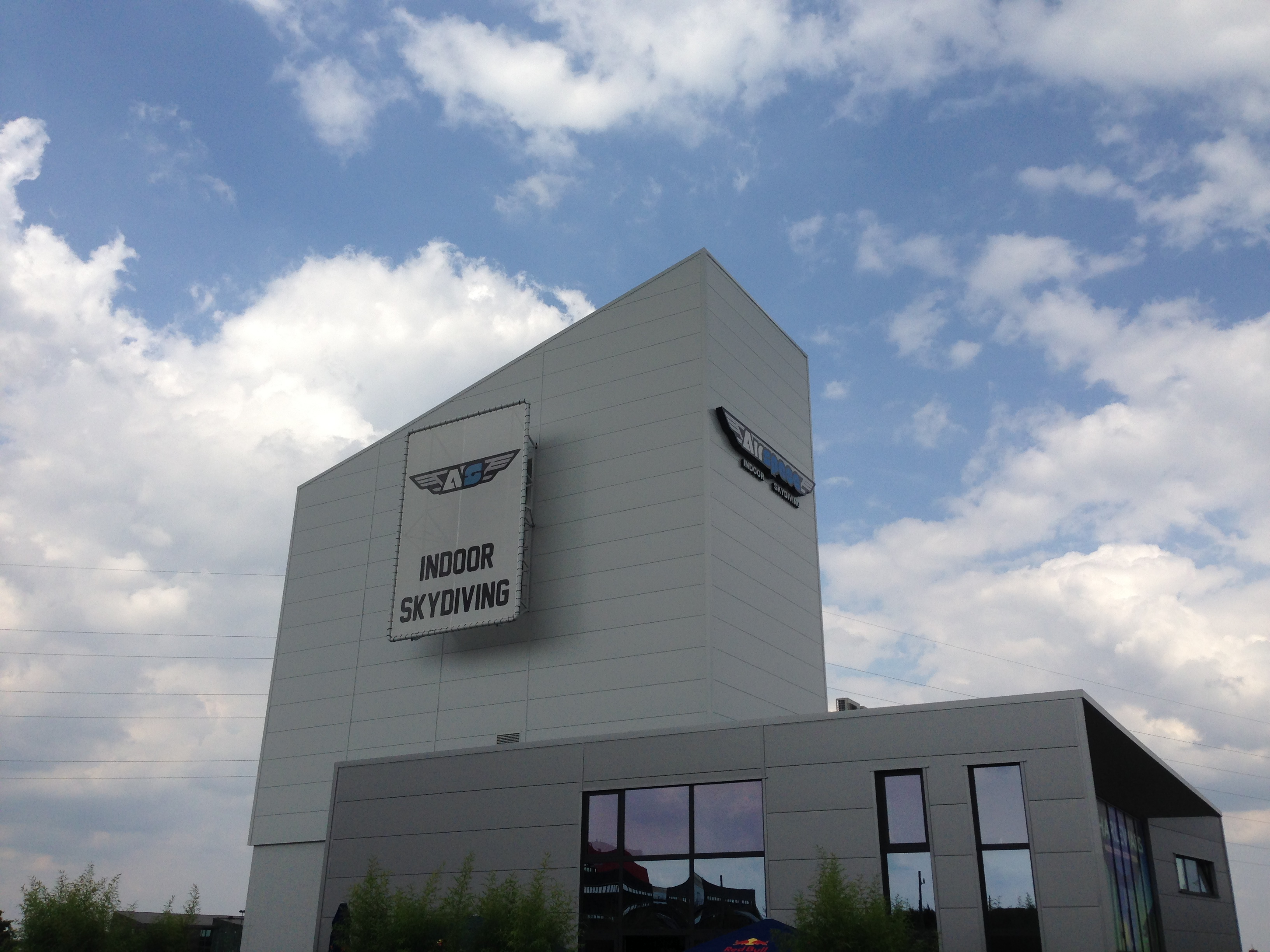
Vue extérieure des installations le 1er août 2014.
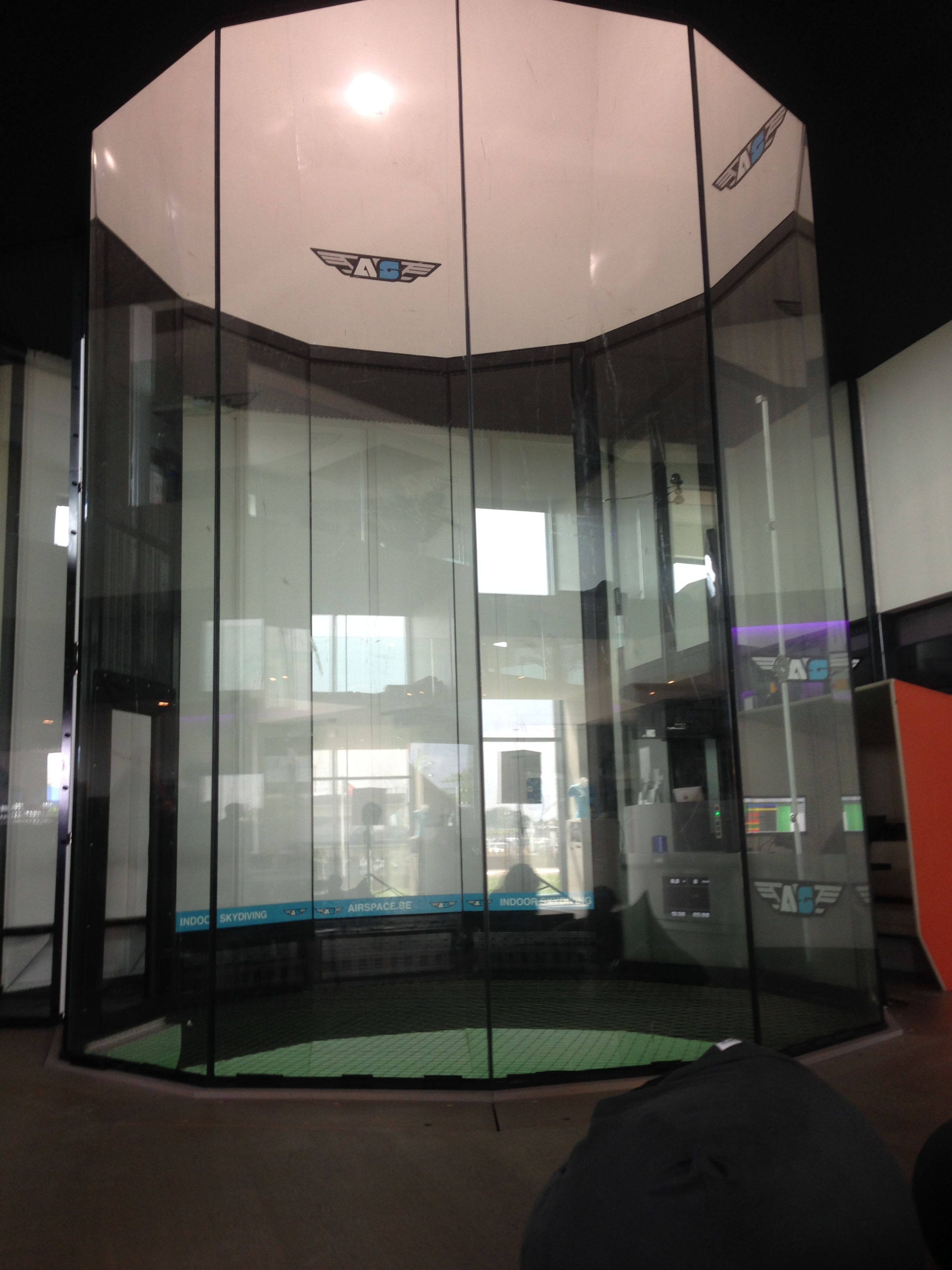
Vue intérieure des installations (le tunnel à vent), le 1er août 2014.